# FK Venta
El FK Venta fue un equipo de fútbol de Letonia que alguna vez jugó en la Virsliga, la primera división de fútbol en el país.

## Historia
Fue fundado en el año 1964 en la ciudad de Ventspils con el nombre Naftas bāze. Un año después cambió su nombre por el de Osta y en 1967 ganan la Copa de Letonia.
En 1968 cambian su nombre a FK Venta debido a la ceracnía de la ciudad con el Río Venta, ganando la Virsliga en 1969 con una nómina compuesta solo por jugadores nacidos en Ventspils, y se mantuvo activo, con algunos problemas financieros, en el fútbol de Letonia hasta la caída de la Unión Soviética, lo que provocó que el club cayera en el olvido hasta que fue refundado en 1994 para jugar en la Primera Liga de Letonia, y en 1996 se fusiona junto al FK Nafta dentro del FK Ventspils, quien en ese año logra el ascenso a la Virsliga.
En 2004 el club vuelve a ser refundado, y en ese año logra el ascenso a la Virsliga, pero antes de inicial la temporada 2005, el club se muda a la ciudad de Kuldīga, pero sus mejores jugadores abandonaron el club, se declararon en bancarrota y el club desapareció al finalizar la temporada 2005.

## Palmarés
- Virsliga: 1

1969
- Copa de Letonia: 1

1967

## Jugadores

### Jugadores destacados
| - Mihails Zemļinskis - Valentīns Lobaņovs - Oleh Luzhny | - Yuriy Benio - Maciej Nalepa - Aliaksandr Khatskevich | - Igors Sļesarčuks - Ģirts Karlsons - Jean-Paul Ndeki |